# Lumban Gaol (Habinsaran)
Lumban Gaol is een bestuurslaag in het regentschap Toba Samosir van de provincie Noord-Sumatra, Indonesië. Lumban Gaol telt 216 inwoners (volkstelling 2010).